# Traktat w Bachczysaraju
Traktat w Bachczysaraju – kończący wojnę rosyjsko-turecką dwudziestoletni rozejm, zawarty 13 stycznia?/23 stycznia 1681 w Bachczysaraju pomiędzy Carstwem Rosyjskim a Imperium Osmańskim i Chanatem Krymskim.

## Postanowienia
- pokój miał trwać 20 lat[1]
- granicę pomiędzy Rosją a Turcją miała stanowić rzeka Dniepr, przy czym Rosji przyznano Kijów wraz z miasteczkami Stajki, Trypol, Wasylków, Didowszczyzna leżącymi na prawym, „tureckim” brzegu rzeki, Turcja uznała suwerenność Rosji nad Ukrainą Lewobrzeżną
- ziemie Ukrainy Prawobrzeżnej pomiędzy Dnieprem, Bohem, Kijowem a Czehryniem miały pozostać niezasiedlone
- sułtan turecki zobowiązał się do niewspierania wrogów Rosji
- Tatarom przyznano prawo koczowania i polowania na południowych stepach Ukrainy po obydwu stronach Dniepru
- terytorium pomiędzy Dniestrem a Bohem miało pozostać niezasiedlone i niezamieszkane przez 20 lat, nie wolno tam było również budować umocnień
- Kozacy zaporoscy otrzymali prawo wolnej żeglugi po Dnieprze i jego dopływach aż do Morza Czarnego, a także prawo do połowu ryb oraz wydobycia i produkcji soli